# Vehbi Skënderi
Vehbi Skënderi (ur. w maju 1927 w Strelcë, zm. 13 czerwca 2011 w Bazylei) – albański dziennikarz i autor pamiętników.

## Życiorys
W 1939 roku ukończył 5-letnią szkołę podstawową w swojej rodzinnej wsi. W latach 1941–1943 studiował teologię w medresie w Tiranie, jednak w maju 1943 przerwał naukę i wstąpił do Armii Narodowo-Wyzwoleńczej, zostając dwukrotnie rannym. W 1944 roku dołączył do Komunistycznej Partii Albanii (przekształconej następnie w Albańską Partię Pracy).
Pełnił funkcję redaktora czasopism Miqësia (1949–1953) oraz Hosteni (1955–1956), następnie przez 3 lata był korespondentem specjalnym dziennika Bashkimi. Od 1960 do 1967 pracował jako dziennikarz czasopisma Ylli, a w latach 1972–1974 był redaktorem poezji w wydawnictwie Naim Frashëri. Dołączył do Ligi Pisarzy Albanii.
W 1961 roku ukończył studia na Wydziale Historyczno-Filologicznym Uniwersytetu Tirańskiego. Jego utwór z 1967 roku pod tytułem Brigadë shtypi został uznany przez władze albańskie za antypaństwowy; samemu Skënderiemu zarzucano także działalność antypartyjną, w konsekwencji przez następne 5 lat przymusowo pracował fizycznie jako kamieniarz. W 1974 roku został wykluczony z Albańskiej Partii Pracy oraz pozbawiony członkostwa w Lidze Pisarzy Albanii, zakazano mu także publikowania utworów; zakaz ten został uchylony po około 10 latach. Pracował jako korektor w przedsiębiorstwie poligraficznym, na emeryturę przeszedł w 1987 roku.
Do dziennikarstwa wrócił po 1992 roku, publikował artykuły i wiersze w czasopismach Rilindja oraz Bota Sot. W czerwcu 1996 roku wyemigrował do Szwajcarii.
Zmarł dnia 13 czerwca 2011 roku około godziny 4:30 w szpitalu Bruderholzspital w Bazylei.

## Twórczość[1][2]
- Myfiti (1945)
- Këngët e para (1953)
- Vjersha (1958)
- Fletë nga ditari im (1964)
- Brigadë shtypi (1967)
- Vjershat dhe poemat e Drinit (1969)
- Vazhdim i një bisede (1971)
- Vdekja e Ofelisë (1971)
- Shqiponja e Vermoshit (1972)
- Përsëri mëngjes (1973)
- Vjersha dhe poema të zgjedhura- Kolana e poezisë shqipe (1973)
- Kumbojnë vitet (1983)
- Nxitoj (1987)
- Bëjmë sikur (1995)
- Hëna e vjedhur (2000)
- Zvicra Shqipëria ime (2004)
- Mirëmëngjes, Shqipëri – Lirika të një tetëdhjetëvjeçari (2009)

## Nagrody
W 1966 roku otrzymał nagrodę państwową za utwór pod tytułem Fletë nga ditari im.

## Życie prywatne
Był żonaty, miał córkę Elidę Buçpapaj.